# Internazionali BNL d'Italia
Rome Masters (tên chính thức Internazionali BNL d'Italia) là một giải quần vợt được tổ chức hằng năm tại Roma, Ý. Đây là giải đấu nằm trong hệ thống 9 giải ATP World Tour Masters 1000.
Giải được tổ chức trên mặt sân đất nện vào tuần thứ hai của tháng 5 hằng năm và được coi là giải đấu sân đất nện hay nhất, chỉ đứng sau Pháp Mở rộng.
Trước đây giải còn có tên gọi là Giải vô địch Ý và từ năm 2002 còn được gọi là Roma Master
Giải được tổ chức lần đầu tiên vào năm 1930 tại Milan và được thi đấu tại đây cho đến năm 1934 trước khi giải được tổ chuyển đến Roma vào năm 1935. Giải bị gián đoạn từ năm 1936 cho đến năm 1949 và được trở lại vào năm 1950.

## Các kỷ lục

### Đơn nam
- Vô địch đơn nam nhiều nhất:  Rafael Nadal (10lần)
- Tham dự trận chung kết nhiều nhất:  Rafael Nadal (12 lần)

### Đơn nữ
- Vô địch đơn nữ nhiều nhất:  Chris Evert (5 lần)
- Tham dự trận chung kết nhiều nhất:  Chris Evert (7 lần)

## Thống kê

### Danh sách các nhà vô địch đơn nam
| Năm       | Vô địch               | Á quân                 | Tỷ số                                  |
| --------- | --------------------- | ---------------------- | -------------------------------------- |
| 1930      | Bill Tilden           | Umberto de Morpurgo    | 6–1, 6–1, 6–2                          |
| 1931      | George Patrick Hughes | Henri Cochet           | 6–4, 6–3, 6–2                          |
| 1932      | André Merlin          | George Patrick Hughes  | 6–1, 5–7, 6–0, 8–6                     |
| 1933      | Emanuele Sartorio     | Martin Legeay          | 6–3, 6–1, 6–3                          |
| 1934      | Giovanni Palmieri     | Giorgio de Stefani     | 6–3, 6–0, 7–5                          |
| 1935      | Wilmer Hines          | Giovanni Palmieri      | 6–3, 10–8, 9–7                         |
| 1936–1949 | Không tổ chức         | Không tổ chức          | Không tổ chức                          |
| 1950      | Jaroslav Drobný       | William Talbert        | 6–4, 6–3, 7–9, 6–2                     |
| 1951      | Jaroslav Drobný       | Gianni Cucelli         | 6–1, 10–8, 6–0                         |
| 1952      | Frank Sedgman         | Jaroslav Drobný        | 7–5, 6–3, 1–6, 6–4                     |
| 1953      | Jaroslav Drobný       | Lew Hoad               | 6–2, 6–1, 6–2                          |
| 1954      | Budge Patty           | Enrique Morea          | 11–9, 6–4, 6–4                         |
| 1955      | Fausto Gardini        | Giuseppe Merlo         | 1–6, 6–1, 3–6, 6–6 (retired)           |
| 1956      | Lew Hoad              | Sven Davidson          | 7–5, 6–2, 6–0                          |
| 1957      | Nicola Pietrangeli    | Giuseppe Merlo         | 8–6, 6–2, 6–4                          |
| 1958      | Mervyn Rose           | Nicola Pietrangeli     | 5–7, 8–6, 6–4, 1–6, 6–2                |
| 1959      | Luis Ayala            | Neale Fraser           | 6–3, 3–6, 6–3, 6–3                     |
| 1960      | Barry MacKay          | Luis Ayala             | 7–5, 7–5, 0–6, 0–6, 6–1                |
| 1961      | Nicola Pietrangeli    | Rod Laver              | 6–8, 6–1, 6–1, 6–2                     |
| 1962      | Rod Laver             | Roy Emerson            | 6–2, 1–6, 3–6, 6–3, 6–1                |
| 1963      | Marty Mulligan        | Boro Jovanović         | 6–2, 4–6, 6–3, 8–6                     |
| 1964      | Jan-Erik Lundquist    | Fred Stolle            | 1–6, 7–5, 6–3, 6–1                     |
| 1965      | Marty Mulligan        | Manuel Santana         | 1–6, 6–4, 6–3, 6–1                     |
| 1966      | Tony Roche            | Nicola Pietrangeli     | 11–9, 6–1, 6–3                         |
| 1967      | Marty Mulligan        | Tony Roche             | 6–3, 0–6, 6–4, 6–1                     |
| 1968      | Tom Okker             | Bob Hewitt             | 10–8, 6–8, 6–1, 1–6, 6–0               |
| 1969      | John Newcombe         | Tony Roche             | 6–3, 4–6, 6–2, 5–7, 6–3                |
| 1970      | Ilie Năstase          | Jan Kodeš              | 6–3, 1–6, 6–3, 8–6                     |
| 1971      | Rod Laver             | Jan Kodeš              | 7–5, 6–3, 6–3                          |
| 1972      | Manuel Orantes        | Jan Kodeš              | 4–6, 6–1, 7–5, 6–2                     |
| 1973      | Ilie Năstase          | Manuel Orantes         | 6–1, 6–1, 6–1                          |
| 1974      | Björn Borg            | Ilie Năstase           | 6–3, 6–4, 6–2                          |
| 1975      | Raúl Ramírez          | Manuel Orantes         | 7–6, 7–5, 7–5                          |
| 1976      | Adriano Panatta       | Guillermo Vilas        | 2–6, 7–6, 6–2, 7–6                     |
| 1977      | Vitas Gerulaitis      | Antonio Zugarelli      | 6–2, 7–6, 3–6, 7–6                     |
| 1978      | Björn Borg            | Adriano Panatta        | 1–6, 6–3, 6–1, 4–6, 6–3                |
| 1979      | Vitas Gerulaitis      | Guillermo Vilas        | 6–7, 7–6, 6–7, 6–4, 6–2                |
| 1980      | Guillermo Vilas       | Yannick Noah           | 6–0, 6–4, 6–4                          |
| 1981      | José-Luis Clerc       | Víctor Pecci           | 6–3, 6–4, 6–0                          |
| 1982      | Andrés Gómez          | Eliot Teltscher        | 6–2, 6–3, 6–2                          |
| 1983      | Jimmy Arias           | José Higueras          | 6–2, 6–7, 6–1, 6–4                     |
| 1984      | Andrés Gómez          | Aaron Krickstein       | 2–6, 6–1, 6–2, 6–2                     |
| 1985      | Yannick Noah          | Miloslav Mečíř         | 6–3, 3–6, 6–2, 7–6                     |
| 1986      | Ivan Lendl            | Emilio Sánchez         | 7–5, 4–6, 6–1, 6–1                     |
| 1987      | Mats Wilander         | Martín Jaite           | 6–3, 6–4, 6–4                          |
| 1988      | Ivan Lendl            | Guillermo Pérez-Roldán | 2–6, 6–4, 6–2, 4–6, 6–4                |
| 1989      | Alberto Mancini       | Andre Agassi           | 6–3, 4–6, 2–6, 7–6, 6–1                |
| 1990      | Thomas Muster         | Andrei Chesnokov       | 6–1, 6–3, 6–1                          |
| 1991      | Emilio Sánchez        | Alberto Mancini        | 6–3, 6–1, 3–0 (retired)                |
| 1992      | Jim Courier           | Carlos Costa           | 7–6, 6–0, 6–4                          |
| 1993      | Jim Courier           | Goran Ivanišević       | 6–1, 6–2, 6–2                          |
| 1994      | Pete Sampras          | Boris Becker           | 6–1, 6–2, 6–2                          |
| 1995      | Thomas Muster         | Sergi Bruguera         | 3–6, 7–6(7–5), 6–2, 6–3                |
| 1996      | Thomas Muster         | Richard Krajicek       | 6–2, 6–4, 3–6, 6–3                     |
| 1997      | Àlex Corretja         | Marcelo Ríos           | 7–5, 7–5, 6–3                          |
| 1998      | Marcelo Ríos          | Albert Costa           | walkover                               |
| 1999      | Gustavo Kuerten       | Patrick Rafter         | 6–4, 7–5, 7–6(8–6)                     |
| 2000      | Magnus Norman         | Gustavo Kuerten        | 6–3, 4–6, 6–4, 6–4                     |
| 2001      | Juan Carlos Ferrero   | Gustavo Kuerten        | 3–6, 6–1, 2–6, 6–4, 6–2                |
| 2002      | Andre Agassi          | Tommy Haas             | 6–3, 6–3, 6–0                          |
| 2003      | Félix Mantilla        | Roger Federer          | 7–5, 6–2, 7–6(10–8)                    |
| 2004      | Carlos Moyà           | David Nalbandian       | 6–3, 6–3, 6–1                          |
| 2005      | Rafael Nadal          | Guillermo Coria        | 6–4, 3–6, 6–3, 4–6, 7–6(8–6)           |
| 2006      | Rafael Nadal          | Roger Federer          | 6–7(0–7), 7–6(7–5), 6–4, 2–6, 7–6(7–5) |
| 2007      | Rafael Nadal          | Fernando González      | 6–2, 6–2                               |
| 2008      | Novak Djokovic        | Stanislas Wawrinka     | 4–6, 6–3, 6–3                          |
| 2009      | Rafael Nadal          | Novak Djokovic         | 7–6(7–2), 6–2                          |
| 2010      | Rafael Nadal          | David Ferrer           | 7–5, 6–2                               |
| 2011      | Novak Djokovic        | Rafael Nadal           | 6–4, 6–4                               |
| 2012      | Rafael Nadal          | Novak Djokovic         | 7–5, 6–3                               |
| 2013      | Rafael Nadal          | Roger Federer          | 6–1, 6–3                               |
| 2014      | Novak Djokovic        | Rafael Nadal           | 4–6, 6–3, 6–3                          |
| 2015      | Novak Djokovic        | Roger Federer          | 6–4, 6–3                               |
| 2016      | Andy Murray           | Novak Djokovic         | 6–3, 6–3                               |
| 2017      | Alexander Zverev      | Novak Djokovic         | 6–4, 6–3                               |
| 2018      | Rafael Nadal          | Alexander Zverev       | 6–1, 1–6, 6–3                          |
| 2019      | Rafael Nadal          | Novak Djokovic         | 6–0, 4–6, 6–1                          |
| 2020      | Novak Djokovic        | Diego Schwartzman      | 7-5, 6-3                               |
| 2021      | Rafael Nadal          | Novak Djokovic         | 7-5, 1-6, 6-3                          |

### Danh sách các nhà vô địch đơn nữ
| Năm              | Vô địch                           | Tỷ số              | Á quân                  |
| ---------------- | --------------------------------- | ------------------ | ----------------------- |
| 1930             | Lilí Álvarez (1/1)                | 3–6, 8–6, 6–0      | Lucia Valerio           |
| 1931             | Lucia Valerio (1/1)               | 2–6, 6–2, 6–2      | Dorothy Andrus          |
| 1932             | Ida Adamoff (1/1)                 | 6–4, 7–5           | Lucia Valerio           |
| 1933             | Elizabeth Ryan (1/1)              | 6–1, 6–1           | Ida Adamoff             |
| 1934             | Helen Jacobs (1/1)                | 6–3, 6–0           | Lucia Valerio           |
| 1935             | Hilde Krahwinkel Sperling (1/1)   | 6–4, 6–1           | Lucia Valerio           |
| 1936– 1949       | Không tổ chức                     | Không tổ chức      | Không tổ chức           |
| 1950             | Annelies Ullstein-Bossi (1/1)     | 6–4, 6–4           | Joan Curry              |
| 1951             | Doris Hart (1/2)                  | 6–3, 8–6           | Shirley Fry             |
| 1952             | Susan Partridge (1/1)             | 6–3, 7–5           | Pat Harrison            |
| 1953             | Doris Hart (2/2)                  | 4–6, 9–7, 6–3      | Maureen Connolly        |
| 1954             | Maureen Connolly (1/1)            | 6–3, 6–0           | Patricia Ward           |
| 1955             | Patricia Ward (1/1)               | 6–4, 6–3           | Erika Vollmer           |
| 1956             | Althea Gibson (1/1)               | 6–3, 7–5           | Zsuzsa Körmöczy         |
| 1957             | Shirley Bloomer (1/1)             | 1–6, 9–7, 6–2      | Dorothy Head Knode      |
| 1958             | Maria Bueno (1/3)                 | 3–6, 6–3, 6–3      | Lorraine Coghlan        |
| 1959             | Christine Truman (1/1)            | 6–0, 6–1           | Sandra Reynolds         |
| 1960             | Zsuzsa Körmöczy (1/1)             | 6–4, 4–6, 6–1      | Ann Haydon              |
| 1961             | Maria Bueno (2/3)                 | 6–4, 6–4           | Lesley Turner           |
| 1962             | Margaret Smith (1/3)              | 8–6, 5–7, 6–4      | Maria Bueno             |
| 1963             | Margaret Smith (2/3)              | 6–3, 6–4           | Lesley Turner           |
| 1964             | Margaret Smith (3/3)              | 6–1, 6–1           | Lesley Turner           |
| 1965             | Maria Bueno (3/3)                 | 6–1, 1–6, 6–3      | Nancy Richey            |
| 1966             | Ann Haydon-Jones (1/1)            | 8–6, 6–1           | Annette Van Zyl         |
| 1967             | Lesley Turner (1/2)               | 6–3, 6–3           | Maria Bueno             |
| 1968             | Lesley Turner Bowrey (2/2)        | 2–6, 6–2, 6–3      | Margaret Smith Court    |
| ↓ Kỷ nguyên Mở ↓ |                                   |                    |                         |
| 1969             | Julie Heldman (1/1)               | 7–5, 6–3           | Kerry Melville          |
| 1970             | Billie Jean King (1/1)            | 6–1, 6–3           | Julie Heldman           |
| 1971             | Virginia Wade (1/1)               | 6–4, 6–4           | Helga Niessen Masthoff  |
| 1972             | Linda Tuero (1/1)                 | 6–4, 6–3           | Olga Morozova           |
| 1973             | Evonne Goolagong (1/1)            | 7–6(8–6), 6–0      | Chris Evert             |
| 1974             | Chris Evert (1/5)                 | 6–3, 6–3           | Martina Navratilova     |
| 1975             | Chris Evert (2/5)                 | 6–1, 6–0           | Martina Navratilova     |
| 1976             | Mima Jaušovec (1/1)               | 6–1, 6–3           | Lesley Hunt             |
| 1977             | Janet Newberry (1/1)              | 6–3, 7–6(7–5)      | Renáta Tomanová         |
| 1978             | Regina Maršíková (1/1)            | 7–5, 7–5           | Virginia Ruzici         |
| 1979             | Tracy Austin (1/1)                | 6–4, 1–6, 6–3      | Sylvia Hanika           |
| 1980             | Chris Evert Lloyd (3/5)           | 5–7, 6–2, 6–2      | Virginia Ruzici         |
| 1981             | Chris Evert Lloyd (4/5)           | 6–1, 6–2           | Virginia Ruzici         |
| 1982             | Chris Evert Lloyd (5/5)           | 6–0, 6–2           | Hana Mandlíková         |
| 1983             | Andrea Temesvári (1/1)            | 6–1, 6–0           | Bonnie Gadusek          |
| 1984             | Manuela Maleeva (1/1)             | 6–3, 6–3           | Chris Evert Lloyd       |
| 1985             | Raffaella Reggi (1/1)             | 6–4, 6–4           | Vicki Nelson-Dunbar     |
| 1986             | Không tổ chức                     | Không tổ chức      | Không tổ chức           |
| 1987             | Steffi Graf (1/1)                 | 7–5, 4–6, 6–0      | Gabriela Sabatini       |
| 1988             | Gabriela Sabatini (1/4)           | 6–1, 6–7(4–7), 6–1 | Helen Kelesi            |
| 1989             | Gabriela Sabatini (2/4)           | 6–2, 5–7, 6–4      | Arantxa Sánchez Vicario |
| 1990             | Monica Seles (1/2)                | 6–1, 6–1           | Martina Navratilova     |
| 1991             | Gabriela Sabatini (3/4)           | 6–3, 6–2           | Monica Seles            |
| 1992             | Gabriela Sabatini (4/4)           | 7–5, 6–4           | Monica Seles            |
| 1993             | Conchita Martínez (1/4)           | 7–5, 6–1           | Gabriela Sabatini       |
| 1994             | Conchita Martínez (2/4)           | 7–6(7–5), 6–4      | Martina Navratilova     |
| 1995             | Conchita Martínez (3/4)           | 6–3, 6–1           | Arantxa Sánchez Vicario |
| 1996             | Conchita Martínez (4/4)           | 6–2, 6–3           | Martina Hingis          |
| 1997             | Mary Pierce (1/1)                 | 6–4, 6–0           | Conchita Martínez       |
| 1998             | Martina Hingis (1/2)              | 6–3, 2–6, 6–3      | Venus Williams          |
| 1999             | Venus Williams (1/1)              | 6–4, 6–2           | Mary Pierce             |
| 2000             | Monica Seles (2/2)                | 6–2, 7–6(7–4)      | Amélie Mauresmo         |
| 2001             | Jelena Dokić (1/1)                | 7–6(7–3), 6–1      | Amélie Mauresmo         |
| 2002             | Serena Williams (1/4)             | 7–6(8–6), 6–4      | Justine Henin           |
| 2003             | Kim Clijsters (1/1)               | 3–6, 7–6(7–3), 6–0 | Amélie Mauresmo         |
| 2004             | Amélie Mauresmo (1/2)             | 3–6, 6–3, 7–6(8–6) | Jennifer Capriati       |
| 2005             | Amélie Mauresmo (2/2)             | 2–6, 6–3, 6–4      | Patty Schnyder          |
| 2006             | Martina Hingis (2/2)              | 6–2, 7–5           | Dinara Safina           |
| 2007             | Jelena Janković (1/2)             | 7–5, 6–1           | Svetlana Kuznetsova     |
| 2008             | Jelena Janković (2/2)             | 6–2, 6–2           | Alizé Cornet            |
| 2009             | Dinara Safina (1/1)               | 6–3, 6–2           | Svetlana Kuznetsova     |
| 2010             | María José Martínez Sánchez (1/1) | 7–6(7–5), 7–5      | Jelena Janković         |
| 2011             | Maria Sharapova (1/3)             | 6–2, 6–4           | Samantha Stosur         |
| 2012             | Maria Sharapova (2/3)             | 4–6, 6–4, 7–6(7–5) | Li Na                   |
| 2013             | Serena Williams (2/4)             | 6–1, 6–3           | Victoria Azarenka       |
| 2014             | Serena Williams (3/4)             | 6–3, 6–0           | Sara Errani             |
| 2015             | Maria Sharapova (3/3)             | 4–6, 7–5, 6–1      | Carla Suárez Navarro    |
| 2016             | Serena Williams (4/4)             | 7–6(7–5), 6–3      | Madison Keys            |
| 2017             | Elina Svitolina (1/2)             | 4–6, 7–5, 6–1      | Simona Halep            |
| 2018             | Elina Svitolina (2/2)             | 6–0, 6–4           | Simona Halep            |
| 2019             | Karolína Plíšková (1/1)           | 6–3, 6–4           | Johanna Konta           |
| 2020             | Simona Halep (1/1)                | 6–0, 2–1 ret.      | Karolína Plíšková       |
| 2021             | Iga Świątek (1/3)                 | 6–0, 6–0           | Karolína Plíšková       |
| 2022             | Iga Świątek (2/3)                 | 6–2, 6–2           | Ons Jabeur              |
| 2023             | Elena Rybakina (1/1)              | 6–4, 1–0 ret.      | Anhelina Kalinina       |
| 2024             | Iga Świątek (3/3)                 | 6–2, 6–3           | Aryna Sabalenka         |
| 2025             | Jasmine Paolini (1/1)             | 6–4, 6–2           | Coco Gauff              |